# جيم وايزمان
جيم وايزمان هو سياسي كندي، ولد في 21 أبريل 1949 في تورونتو في كندا. حزبياً، نشط في الحرب الديمقراطي الجديد لأونتاريو. وقد انتخب عضو برلمان مقاطعة أونتاريو.